# György Zala
György Zala (Budapest, 1º settembre 1969) è un ex canoista ungherese.
Ha vinto due medaglie di bronzo olimpiche nel C1 1000 m sia a Barcellona 1992 che ad Atlanta 1996. Dopo aver vinto due titoli mondiali nel 2002, si è ritirato dall'attività agonistica.

## Palmarès
- Olimpiadi

Barcellona 1992: bronzo nel C1 1000 m.
Atlanta 1996: bronzo nel C1 1000 m.
- Mondiali

1989: argento nel C4 500 m.
1990: argento nel C1 1000 m e bronzo nel C2 500 m.
1995: argento nel C4 1000 m.
1998: bronzo nel C2 1000 m.
2001: oro nel C4 200 e C4 1000 m, argento nel C4 500 m.
- Campionati europei di canoa/kayak sprint

Poznań 2000: oro nel C4 1000m.
Milano 2001: argento nel C4 1000 m.